# Xestopus
Xestopus is een geslacht van kevers uit de familie van de loopkevers (Carabidae). De wetenschappelijke naam van het geslacht is voor het eerst geldig gepubliceerd in 1937 door Andrewes.

## Soorten
Het geslacht Xestopus omvat de volgende soorten:
- Xestopus alticola (Fairmaire, 1889)
- Xestopus bhutanensis (Morvan, 1979)
- Xestopus cordicollis (Morvan, 1979)
- Xestopus cyaneus Sciaky & Facchini, 1997
- Xestopus kumatai (Habu, 1973)
- Xestopus nepalensis Morvan, 1982
- Xestopus walteri (Morvan, 1978)